# Wieża Świętej Agaty
Wieża Świętej Agaty (ang. St. Agatha’s Tower, malt. Torri ta’ Sant Agata), nazywana także Czerwoną Wieżą ze względu na kolor na jaki pomalowane są zewnętrzne ściany obiektu – jedna z tzw. wież Lascarisa, wież obserwacyjnych, zbudowana za czasów wielkiego mistrza kawalerów maltańskich Juana de Lascaris-Castellara na wyspie Malta w latach 1637 do 1650 r. Były budowane w takiej odległości od siebie, by każda była w zasięgu wzroku z sąsiedniej. Oprócz funkcji obserwacyjno-ostrzegawczych przed piratami służyły jako wieże komunikacyjne pomiędzy Gozo i Wielkim Portem. Budowle te uzupełniały zbudowany w latach 1610–1620, za panowania Alofa de Wignacourta, ciąg fortyfikacji zwanych jako wieże Wignacourta.
Wieża Świętej Agaty jest usytuowana w północno-zachodniej części Malty. Prowadzono z niej obserwacje obszaru pomiędzy Maltą a wyspami Comino oraz Gozo. Powstała w 1649 roku, w czasie gdy na wyspie pracował Vincenzo Maculani, włoski kardynał i architekt, wysłany przez papieża Innocenta X na Maltę w celu pomocy zakonowi w budowie nowych fortyfikacji. Zbudowana jest na planie kwadratu, wieńczą ją cztery niewielkie wieżyczki na każdym z rogów. Ściany osiągają grubość 4 metrów u podstawy. Obiekt stanowił jeden z kluczowych punktów obrony za czasów panowania kawalerów maltańskich. Posiadał działo i załogę składającą się z 30 żołnierzy oraz zapasy żywności i amunicji wystarczające na 40 dni obrony. W okresie panowania brytyjskiego, podobnie jak większość wież, była używana przez wojsko brytyjskie. Należała do sieci fortyfikacji obronnych w czasie oblężenia Malty podczas II wojny światowej. Po wycofaniu się Royal Navy z Malty została przejęta przez armię maltańską, która ulokowała tu stację radarową. W latach 1999–2001 zabytek odnowiono, co obejmowało m.in. odbudowę zniszczonych wieżyczek, wymianę zerodowanych kamieni, renowację wnętrza oraz wykonanie wewnętrznych schodów. Odkryto oryginalną podłogę, która obecnie jest zabezpieczona przez niszczeniem nałożoną na nią drewnianą podłogą z szybami, przez które można ją oglądać.
Wieża jest administrowana przez Din l-Art Ħelwa National Trust of Malta i jest dostępna dla zwiedzających. Została wpisana na listę National Inventory of the Cultural Property of the Maltese Islands pod numerem 00033.